# Time Out of Mind
Time Out of Mind – album studyjny, nagrany przez Boba Dylana w styczniu i lutym 1997 r. i wydany we wrześniu tego samego roku.

## Historia i charakter albumu
30 września 1997 r. Dylan wydał album Time Out of Mind. Artysta znów zwrócił się do producenta-muzyka Daniela Lanois, z którym współpracował przy tworzeniu Oh Mercy.
Po dwu ascetycznych i minimalistycznych całkowicie solowych albumach Time Out of Mind prezentował pełne brzmienie grupy muzycznej i wykorzystanie w wielkim stopniu możliwości technicznych studia nagraniowego.
Album powstawał stosunkowo szybko. Jednak teksty Dylan zaczął pisać w 1996 r., a kończył je jeszcze w styczniu w trakcie sesji nagraniowych.
9 lutego Bob Dylan wyruszył na japońskie tournée, które zakończyło się 24 lutego 1997 r.
Album zdobył trzy nagrody Grammy: "Album roku 1997"; najlepszy album współczesnego folku oraz najlepsza męskie wykonanie rockowe "Cold Irons Bound".
W 2003 album został sklasyfikowany na 408. miejscu listy 500 albumów wszech czasów magazynu Rolling Stone.

## Muzycy
- Bob Dylan – śpiew, gitara, harmonijka ustna [1–11]
- Daniel Lanois – gitara (prowadząca i rytmiczna), mando-gitara [1–11]
- Bucky Baxter – gitara akustyczna, elektryczna gitara hawajska [3, 6, 7, 8]
- "Duke" Robillard – gitara elektryczna [4, 5, 10]
- Robert Britt – gitara akustyczna i elektryczna [3, 6, 7, 8]
- Cindy Cashdollar – gitara "slide" [3, 5, 7]
- Tony Garnier – gitara basowa, kontrabas [1–11]
- Auggie Meyers – organy (Vox i Hammond), akordeon [1–11]
- Jim Dickenson – instrumenty klawiszowe, pianino elektryczne, organy miechowe [1, 2, 4, 5, 6, 7, 10, 11]
- Jim Keltner – perkusja [1, 3, 4, 5, 6, 7, 10]
- David Kemper – perkusja [8]
- Brian Blade – perkusja [1, 3, 4, 6, 7, 10]
- Winston Watson – perkusja [2]
- Tony Mangurian – instrumenty perkusyjne [3, 4, 10, 11]

## Lista utworów
| 1.  | Love Sick                    | 5:21    |
|     |                              |         |
| 2.  | Dirt Road Blues              | 3:36    |
|     |                              |         |
| 3.  | Standing in the Doorway      | 7:43    |
|     |                              |         |
| 4.  | Million Miles                | 5:52    |
|     |                              |         |
| 5.  | Tryin' to Get to Heaven      | 5:21    |
|     |                              |         |
| 6.  | 'Til I Fell in Love with You | 5:17    |
|     |                              |         |
| 7.  | Not Dark Yet                 | 6:29    |
|     |                              |         |
| 8.  | Cold Irons Bound             | 7:15    |
|     |                              |         |
| 9.  | Make You Feel My Love        | 3:32    |
|     |                              |         |
| 10. | Can't Wait                   | 5:47    |
|     |                              |         |
| 11. | Highlands                    | 16:31   |
|     |                              |         |
|     |                              | 1:12:44 |
|     |                              |         |
- 1–4 wydane na promocyjnej "czwórce" (EP) Time Out of Mind, Columbia CSK 2926, wrzesień 1997.
- 1 wydany na singlu "Love Sick", Columbia COL 665 997 5, 2 czerwca 1998
- 7 wydany na The Best of Bob Dylan Vol. 2, Columbia COL 498361 9, 8 maja 2000.
- 7 wydany na singlu "Not Dark Yet", Columbia COL 665 443 2, 24 lutego 1998,
- 7 wydany na brytyjskim albumie The Essential Bob Dylan, Columbia C2K 85168, 31 października 2000.

## Odrzucone utwory
Podczas sesji powstało 14 utworów, z czego 11 trafiło na album. Trzy pozostałe to:
1. "Mississippi" (po ponownym nagraniu znalazł się na Love and Theft)
2. "No Turning Back"
3. "Girl from the Red River Shore"

O ile album spotkał się z bardzo pozytywnymi recenzjami krytyków, to był krytykowany przez muzyków nagrywających, głównie za wybór utworów – uważali, że nie znalazły się na nim najlepsze utwory. W opinii Jima Dickensona najlepszym utworem sesji był "Girl from the Red River Shore".

## Opis albumu
- Producent – Daniel Lanois, Jack Frost (Bob Dylan)
- Inżynier – Mark Howard
- Asystent inżyniera – Chris Carrol
- Miejsce i czas nagrania
  - Criteria Recording Studios, Miami, Floryda; styczeń–luty 1997
- Miksowanie
  - Theatre Studios, Oxnard, Kalifornia
- Mastering – Greg Calbi, Scott Hull
- Kierownictwo artystyczne – Geoff Gans, Santa Monica, Kalifornia
- Fotografie – Daniel Lanois, Mark Seliger, Susie Q
- Czas – 72 min 50 s
- Firma nagraniowa – Columbia
- Numer katalogowy – CK 68556
- Data wydania – 30 września 1997

## Listy przebojów

### Album
| Rok  | Lista                          | Pozycja |
| ---- | ------------------------------ | ------- |
| 1997 | Billboard USA. Albumy popowe   | 10      |
| 1997 | Wielka Brytania. Albumy popowe | 10      |